# René Mirland
René Mirland (1884-1915) est un architecte français.

## Biographie
René Mirland est élève de Paul Dusart aux Écoles Académiques de Valenciennes et à l'École nationale supérieure des beaux-arts de Paris. Il est lauréat du premier grand prix de Rome en 1911 et pensionnaire de la villa Médicis en 1914.
Lors de la Première Guerre mondiale, il est sous-lieutenant au 151e régiment d'infanterie. Il meurt le 6 juillet 1915 au lazaret de Grandpré dans les Ardennes après des blessures au combat et il est inhumé à Valenciennes au cimetière Saint-Roch.
Une rue à Aulnoy-lez-Valenciennes et Valenciennes porte son nom.

## Œuvres
- Un monument à la gloire de l’indépendance d’un grand pays[réf. nécessaire].
- Peinture du moulin à eaux de Saméon, 1905[2].